# Hydropsyche flynni
Hydropsyche flynni là một loài Trichoptera trong họ Hydropsychidae. Chúng phân bố ở miền Australasia.